# クラスノヤルスク隕石

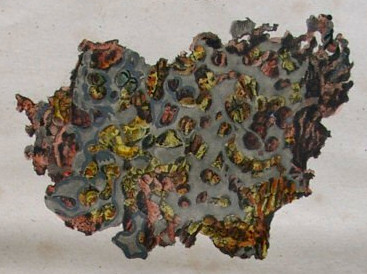

クラスノヤルスク隕石（クラスノヤルスクいんせき、Krasnojarsk meteorite）はロシアで発見された石鉄隕石である。
1749年にクラスノヤルスクの南145キロメートルのUbeisk村で発見された。1772年にロシアを調査中のドイツの博物学者、ペーター・ジーモン・パラスがこの石のことを知り、サンプルを持ち帰り研究した。ニッケルと鉄などの合金の間に、粒状のカンラン石が含まれるこの鉱物はパラス石（パラサイト）と名付けられた。エルンスト・クラドニはこの鉱物を調査し、1794年に地球外に起源にある鉱物であるとした。クラドニの説が認められるようになったのは、ウォルド・コテッジ隕石やレーグル隕石の落下がヨーロッパで目撃されてからである。
クラスノヤルスク隕石は酸によるエッチングが行なわれ、ウィドマンシュテッテン構造が初めて確認された隕石でもある。オリジナルの隕石は700キログラムあったが、研究などの目的で破片が切取られ、各国のコレクションに加えられている。残った約515キログラムの隕石はロシア科学アカデミーに保管されている。